# Любешівська Воля
Любешівська Во́ля — село в Україні, у Любешівській селищній громаді Камінь-Каширського району Волинської області. Населення становить 544 осіб.

## Населення
Згідно з переписом УРСР 1989 року чисельність наявного населення села становила 579 осіб, з яких 305 чоловіків та 274 жінки.
За переписом населення України 2001 року в селі мешкало 549 осіб.

### Мова
Розподіл населення за рідною мовою за даними перепису 2001 року:
| Мова       | Відсоток |
| ---------- | -------- |
| українська | 99,26 %  |
| білоруська | 0,74 %   |